# Adam Łapeta
Adam Łapeta, né le 9 novembre 1987, à Jastarnia, en Pologne, est un joueur polonais de basket-ball. Il évolue au poste de pivot.